# 丁寧 (卓球選手)
丁寧（てい ねい、ディン ニン、Ding Ning 1990年6月20日 - ）は、中国黒竜江省大慶市出身の元卓球選手。身長172cm。世界ランキング1位（2017年6月時点）。
2011年、2015年、2017年世界卓球選手権で優勝した世界女王であり、2016年リオデジャネイロオリンピックの女子シングルス金メダリスト。
五輪、世界選手権、ワールドカップの3大大会のシングルスで全て優勝経験を持つ、いわゆる大満貫の達成者である。

## 略歴・エピソード
父はスピードスケート選手、母はバスケットボール選手というスポーツ一家、1997年、7歳の時に大慶市体育学校に入学。10歳の時に中国ナショナルチームのコーチも務めた周樹森にスカウトされて北京市のチームに加入した。
2005年、オーストリアのリンツで行われた世界ジュニア卓球選手権のシングルス、ダブルス、団体で優勝、2009年、インドのラクナウで行われたアジア卓球選手権でもシングルス、ダブルス、団体と優勝した。世界卓球選手権には2007年のザグレブ大会で初出場。2008年に広州で行われた第49回世界卓球選手権団体戦のメンバーには選ばれなかった。2009年の世界卓球選手権横浜大会では郭焱とのペアで銀メダルを獲得した。2010年の世界卓球選手権モスクワ大会では準決勝で日本の福原愛に2ゲーム連取されたがそこから3ゲームを取り返して逆転勝利した。決勝のシンガポール戦では世界ランク2位の馮天薇と対戦2ゲームを先取したが3ゲームを奪われて逆転負け、中国チームも団体戦で敗れ9連覇を逃した。
2011年のイングランドオープンでシングルス優勝した後、同年5月オランダで行われた世界選手権ロッテルダム大会シングルス決勝戦で、チームメイトの李暁霞を4対2で打ち破り念願の世界選手権初優勝を果たし、世界チャンピオンを奪い取った。その後ワールドカップ女子シングルスのチャンピオンを獲得。その年11月に世界ランキング1位になる。
2012年、ロンドンオリンピックに出場。シングルス決勝で李暁霞に1-4で敗れ、銀メダルを獲得した。この試合では試合中にサーブで3度のフォルト、遅れて台に入ることで遅延行為とみなされイエローカードを貰うなど、不運なジャッジをされ涙を流す場面もあった。その際にタオリングで涙をぬぐったのが「正規のタオリングの時間以外にタオルを使った」として再び2枚目のイエローカードでレッドカードになった。団体は決勝戦で日本を下し、彼女にとって最初のオリンピック金メダルを獲得した。
2013年、世界選手権パリ大会女子シングルスの準決勝で李暁霞に敗れ、銅メダルとなった。女子ダブルスでは劉詩雯と組み、銀メダルを獲得した。
2014年、アジア杯女子シングルスの決勝戦では李暁霞に4対2で打ち勝ち、初めてアジア杯シングルスで優勝する。世界選手権東京大会女子団体に出場し、決勝で日本を下し金メダルを獲得する。また、同年のワールドカップでは2度目の優勝となった。
2015年、世界選手権蘇州大会女子シングルスの決勝においては、最終7ゲームで右足首を痛めるアクシデントがあったが、劉詩雯を破り優勝、2度目の世界チャンピオンに輝いた。また、女子ダブルスで李暁霞と組み、銀メダルを獲得した。
2016年、世界選手権クアラルンプール大会女子団体に出場し、中国の3連覇に貢献した。
2016年リオデジャネイロオリンピックでは2大会連続でシングルス、団体の両方に出場。シングルス準決勝までで合計で1セットしか失わない圧巻の実力を見せる。決勝戦ではロンドンと同じく李暁霞と対戦し、一時リードを奪われるも第6、第7セットを連取してフルセットの末逆転勝利する。
丁寧4-3（11-9,5-11,14-12,9-11,8-11,11-7,11-7）李暁霞
4年前の雪辱を果たし、初のオリンピックシングルス優勝を果たす。これによりオリンピック、ワールドカップ、世界選手権の3大会で金メダルを獲得する「大満貫」（グランドスラム）を達成し、中国卓球の歴史に残る選手となった。団体では決勝戦で、李暁霞、劉詩雯と共に、ドイツを3対0で打ち負かして優勝し、オリンピック団体3連覇を達成した。オリンピックの閉会式では旗手を担当。これは中国卓球チームの中で初めてのことである。
2021年9月、北京大学に進学することから、自身の公式微博および中国卓球協会を通じて引退を発表した。
2022年北京オリンピックの聖火リレーにランナーとして参加した。

## 人物
同じ国家代表チームの馬龍とは、10歳の頃から一緒にプレーし、実の兄妹のような関係である。馬龍はリオ五輪決勝後、丁寧への感謝の言葉を述べている。
2013年の全中国運動会では、馬龍と丁寧が混合ダブルスを組み、張超と劉詩雯の広東ペアを破って初優勝し、金メダルを獲得した。
張継科は、丁寧のような女の子が好きと発言している。 同じく馬龍も「私も好きです。私達は小さな頃から共に育ちましたが、彼女の性格はとても良いです」と発言した。